# Ключевский сельсовет (Грачёвский район)
Ключевский сельсовет — сельское поселение в Грачёвском районе Оренбургской области Российской Федерации.
Административный центр — село Ключи.

## История
9 марта 2005 года в соответствии с законом Оренбургской области № 1897/325-III-ОЗ образовано сельское поселение Ключевский сельсовет, установлены границы муниципального образования.

## Население
| 2010 | 2012 | 2013 | 2014 | 2015 | 2016 | 2017 |
| ---- | ---- | ---- | ---- | ---- | ---- | ---- |
| 640  | ↘626 | ↘606 | ↘586 | ↘577 | ↘557 | ↘537 |
| 2018 | 2019 | 2020 | 2021 |      |      |      |
| ↘522 | ↘502 | ↘499 | ↘486 |      |      |      |

## Состав сельского поселения
| № | Населённый пункт | Тип населённого пункта       | Население |
| - | ---------------- | ---------------------------- | --------- |
| 1 | Будёновка        | посёлок                      | 89        |
| 2 | Ключи            | село, административный центр | 526       |
| 3 | Чапаевка         | посёлок                      | 25        |